# Augusta Barthelson
Augusta Sofia Barthelson, ogift Hultgren, född 9 september 1833 i Drottningholm, död 2 mars 1929 i Sankt Görans församling i Stockholm, var en svensk författare och dramatiker.

## Biografi
Barthelson var dotter till kammarvaktmästaren N. Hultgren och hans hustru Johanna Rundqvist. Hon gifte sig år 1870 med kassören i Generalpoststyrelsen Fredrik Barthelson. Maken var även verksam som författare och var med och stiftade det litterära sällskapet Fratres amicitiae veroe där också bland andra Carl Snoilsky ingick.
Barthelson skrev kortare berättelser som publicerades i dags- och veckotidningar, däribland Aftonbladet, Söndags-Nisse och Nya Dagligt Allehanda. Hon skrev även verser till Oscar II:s och Sofia av Nassaus silverbröllop. För detta tilldelades hon kungaparets minnesmedalj. Därutöver skrev hon en mängd olika pjäser som aldrig getts ut, bland andra Ett emanciperadt hem (1860-tal) och Svärfar och svärson (1890-tal). Hennes enda i bokform publicerade verk är dramat Efterspel (1885). Pjäsen var en direkt fortsättning på Alfhild Agrells Dömd, vilket också var huvudanledningen till att Dramaten refuserade verket när det lämnats in där för läsning.
I samband med Barthelsons 80-årsdag 1913 skrevs ett porträtt av henne i tidningen Idun. Makarna Barthelson innehade en omfattande autografsamling. Denna såldes senare och finns numera på Uppsala universitetsbibliotek.